# Sacha Killeya-Jones
Sacha Liam Killeya-Jones (ur. 10 sierpnia 1998 w Highland Park) – amerykański koszykarz, występujący na pozycji silnego skrzydłowego, posiadający także brytyjskie obywatelstwo, reprezentant tego kraju, obecnie zawodnik Hapoelu Gilboa Gelil
W 2015 wystąpił w turnieju  Adidas Nations (6. miejsce). Rok później wystąpił w meczu gwiazd amerykańskich szkół średnich McDonald's All-American.
13 lipca 2020 podpisał kontrakt z MKS-em Dąbrowa Górnicza. 23 sierpnia 2021 dołączył do izraelskiego Hapoelu Gilboa Gelil.

## Osiągnięcia
Stan na 23 października 2021, na podstawie, o ile nie zaznaczono inaczej.
NCAA
- Uczestnik rozgrywek:
  - Elite 8 turnieju NCAA (2017)
  - Sweet 16 turnieju NCAA (2017, 2018)
- Mistrz:
  - turnieju konferencji Southeastern (SEC – 2017, 2018)
  - sezonu regularnego SEC (2017)

Reprezentacja
- Uczestnik kwalifikacji do:
  - Eurobasketu (2020)
  - mistrzostw Europy U–20 (2018)